# Islas Benkove
Las islas Benkove (en eslovaco: Benkove ostrovy) son un grupo de doce islas de 0,6 ha que se encuentran en la reserva de agua Gabčíkovo hacia el sur de Bratislava, al oeste de la aldea de Kalinkovo. Son artificiales y fueron construidas entre los años 2006 y 2007 como parte de la protección contra inundaciones de la capital eslovaca, Bratislava. Los islotes y su estructura se han propuesto y construido para facilitar la reproducción de aves acuáticas que tenían pocas posibilidades para la cría después de la construcción del embalse de Gabčíkovo en 1992.
La mayoría de los islotes no posee vegetación, la costa es rocosa y tienen alrededor de 10 metros de ancho, unos 50 metros de largo y alrededor de 1,2 metros de altura.